# Bandeira de Belém (Pará)
Bandeira de Belém, um dos símbolos desse município, foi instituída pelo decreto nº 6.855, de 3 de janeiro de 1971. Ela consiste de um retângulo azul sobre o qual pousa o brasão de Belém, que foi criado em 1626 por iniciativa do segundo Capitão-Mor do Pará, Bento Maciel Parente, com provimento de D. Luís de Sousa. Antes fora esboçado o escudo de Belém por Pedro Teixeira, Aires de Sousa Chicorro e Francisco Baião de Abreu, enquanto na administração do intendente Antônio Lemos saiu uma publicação oficial a respeito.

## Significado
- Os dois braços: O primeiro braço sustenta uma cesta de flores e o segundo braço uma cesta com frutas, significando que a cidade está em terras extremamente férteis e por isso escondem, com mais segurança, na sua exuberante flora sempre fluorescente e frutífera. Se houver braços fortes e corajosos, tudo é capaz de dar... Por baixo dos braços encontramos a legenda, “VER EAT AE TERNUM e TUTIUS LATENT”, alusivos ao rio Amazonas onde tudo é verduras e maravilhas e ao rio Tocantins pela posição escondida as vistas dos exploradores.[1]
- O sol: O sol poente lembra a hora que Caldeira lançou fundo no local próximo ao que escolhera para dar fundamento à sua conquista e tem por baixo uma faixa em latim “RECTIOR CUM RETROGADUS”, para dizer que aguardou a aurora do dia seguinte, como foi sempre costume dos conquistadores. portugueses , para fazer o seu desembarque. Diz ainda o sol, respeito à latitude da cidade que recebe os eflúvios do equador, daí a constância do sol que tanto derrama seus raios, para fazer de Belém, uma cidade morena.[1]
- Os animais: O boi e o asno, existe no escudo um prado, onde pastam uma mula e um boi, que estão olhando espantados para o céu. Os dois animais de cabeça erguida como quem admira algo no céu que é estrela do Messias, pois os mesmos foram colocados no escudo como uma espécie de evocação de Belém da Judéia para a nova Belém do extremo norte do Brasil. Ao lado dos animais está a frase “NEQUAQUAM MINIMA EST”, significando o nome da cidade de Belém da Judéia, que Castelo Branco escolhera para a capital de sua conquista, e da qual dissera o Profeta que não seria a menor de todas. A posição em que se acham os animais.[1]
- O castelo: Encerra uma alusão ao poderio das armas portuguesas, assim como representa a imagem da princesa que espelha com encantos inauditos nas águas da baía do Guajará, a estrada que vai ao castelo mostra o caminho que devem seguir todos os sucessos da Caldeira, isto é, a obediência aos superiores. O castelo possui um colar de pérolas distintivas de nobreza, por sobre a porta principal, do qual prendem as quinas portuguesas com cinco castelos de ouro em escudo azul, para dizer que Caldeira de Castelo Branco, provinha de família nobre.[1]